# Dirphya tibialis
Dirphya tibialis är en skalbaggsart som först beskrevs av Hermann Julius Kolbe 1893.  Dirphya tibialis ingår i släktet Dirphya och familjen långhorningar.
Artens utbredningsområde är:
- Gabon.
- Togo.

Inga underarter finns listade i Catalogue of Life.